# Amblyopone kangba
Amblyopone kangba  (лат.) — вид мелких земляных муравьёв из подсемейства Amblyoponinae.

## Распространение
Китай: Тибет, уезд Цзаюй, город Чжувагэнь (в лесу с Pinus yunnanensis, Pinaceae); провинция Юньнань, уезд Сичоу, город Сиса (в лесу из Cyclobalanopsis glaucoides, Fagaceae).

## Описание
Длина тела около 7 мм. Основная окраска красновато-коричневая (усики светлее, желтовато-коричневые). Голова субквадратная: длина головы (HL) 1,33—1,40 мм, ширина головы (HW) 1,33—1,40 мм. Глаза мелкие. Усики короткие, 12-члениковые. Мандибулы длинные, узкие, жало хорошо развито. Клипеус с рядом из мелких зубчиков по переднему краю. Стебелёк между грудкой и брюшком состоит из одного узловидного членика (петиоль). Гнездятся в почве, под камнями, семьи малочисленные.
Вид был впервые описан в 2012 году китайскими мирмекологами Сюй Чжэнхуэем и Чу Цзяоцзяо. Близок к виду Amblyopone rubiginoa Wu et Wang. Название вида A. kangba происходит от имени народа «Kangba», живущего в юго-западном Тибете.